# کوکله (ناحیه سویتاوی)
کوکله (به چکی: Kukle) یک منطقهٔ مسکونی در جمهوری چک است که در ناحیه سویتاوی واقع شده‌است. کوکله ۷۰ نفر جمعیت دارد.